# Тобро, Вальдеко
Вальдеко Тобро (эст. Valdeko Tobro; 23 июня 1936 − 5 августа 1975) — советский эстонский театральный и кинокритик.
Один из видных критиков в Эстонской ССР в 1960—1970-х годах.

## Биография
Родился в 1936 году в уезде Тартумаа, его отец был фермером, мать — учительницей.
Окончил Тартуский государственный университет.
В 1956—1965 годах работал в редакции газеты «Edasi», с 1962 года выступал как театральный и кинокритик.
С 1965 по 1967 год был редактором киностудии «Таллинфильм»
В 1968—1970 годах — членом редакционной коллегии киносценариев Эстонского телевидения.
С 1970 года выступал как внештатный критик газет «Edasi» и «Noorte hääl».
Член Союза журналистов Эстонской ССР (1965), Театрального общества Эстонской ССР (1967) и Союза кинематографистов Эстонской ССР (1969).
Умер в 1975 году.